# SiteAdvisor
McAfee SiteAdvisor（マカフィー サイトアドバイザー）は、ウェブサイトにおけるマルウェアなどの警告をするサービスである。ウェブサイトを7段階に評価する。日本語を含む20以上の言語に対応している。現在はエンタープライズ向けを除き、エンドユーザー向けはMcAfee WebAdvisor（マカフィー ウェブアドバイザー）に名称が変更されている。

## 概要
ウェブクローラで見つけたウェブサイトにマルウェアやスパムがないかどうかをテストすることで、ウェブサイトの安全性を報告する。
元々はマサチューセッツ工科大学（MIT）発のスタートアップ企業（ベンチャー企業）であるSiteAdvisor, Inc.によって開発され、いわゆるハッカソンの一つであるコードコン（英語版）において、2006年2月10日に発表された。同年4月5日にマカフィーによって同社が買収されて以後、マカフィーが開発を手掛けている。以来、一部のサイトに対する不適切な評価や、その苦情解決に要する時間の長さが批判の対象となることもあった。
Internet Explorer、Mozilla FirefoxおよびMicrosoft社のMicrosoft　Edge上で動作する。
2014年10月中旬頃までは、マカフィーのウェブサイトにURLを送信することで利用できたが、現在はダウンロードしたブラウザ拡張機能を通して利用できるようになった。
サイトは、大きく「安全」（緑の「✓」）、「注意」（黄色の「!」）、「危険」（赤の「×」）の3段階で評価される。

## SiteAdvisor LIVE
McAfee SiteAdvisorの有料版である「McAfee SiteAdvisor LIVE」（マカフィー・サイトアドバイザーライブ）は、マカフィー トータルプロテクションに含まれており、以下の機能が追加されている。
- ダウンロード保護 - SiteAdvisor LIVE は、SiteAdvisorによるダウンロードしたファイルのスキャンレベルをユーザーが調整することが可能となった。これは、ユーザーが設定したレベルに応じて、危険であると考えられるファイルのダウンロードを停止する。オフにすることもできる。
- 保護モード - 「注意」もしくは「危険」と判定されたウェブサイトへのアクセスやダウンロードを防ぐために、サイトアドバイザーにパスワードを設定することができる。このパスワードは、保護モードが有効になった後、サイトアドバイザーの設定を変更する際にも必要となる。

マカフィーは、エンドユーザーだけでなく、「McAfee SECURE」プログラムに参加するウェブサイトの所有者にもサイトアドバイザーライブを販売している。

## 利用者
2010年12月現在、マカフィーのマーケティング資料によると、McAfee SiteAdvisorは3億5千万回インストールされている。しかし、Yahoo!のような検索エンジンとの契約もあるため、実際にはさらに多くの利用者がいると考えられる。

## 追加機能
- ウェブメールやインスタントメッセージのリンクを評価
- コンピューターに悪影響を及ぼす可能性のあるサイトを警告
- リンクを共有する際にURLを安全に短縮することが可能
- フィッシング詐欺や個人情報漏洩の可能性があるサイトへの警告
- 保護モードが有効な場合、ユーザーが「危険」もしくは「注意」のサイトにアクセスを試みた場合に警告を表示するマカフィーのリダイレクトページに誘導。

## 批判

### 偽陰性
例え、サイトアドバイザーのテストが100%正確であったとしても、「安全」評価はそのサイトの確実な安全性を保証するものではない。マルウェアや悪意のあるコードは、ブラウザの悪用によってウェブサイト上で大量かつ急速に広がることが多いため、「安全」評価も最新のものとは限らず、「偽陰性」の誤った安全性情報を提供する可能性がある。

## TrustedSource
McAfee SiteAdvisorは「Trustedsource」というマカフィーの評価システムを採用している。マカフィーのActive Protection（Artemis）システムと同様、「クラウド」上で動作するインテリジェンス・ソフトウェアとして、ウェブサイトに関する最新の情報を得ている。このシステムの詳細は明らかにされていない。

## 賞
- アメリカのニュース雑誌『Time』は2006年の「クールなウェブサイト50選」（50 coolest websites）に「http://www.siteadvisor.com/ SiteAdvisor.com」を選出した[6]。
- アメリカの科学雑誌『Popular Science』は2006年の「最優秀新製品賞」（Best of What's New）にSiteAdvisorを選出した[7]。
- アメリカのコンピュータ雑誌『PC World』（英語版）はSiteAdvisorを「2007年の優秀製品100選」（The 100 Best Products of 2007）の15位に選出した[8]。